# Фонуафу
Фонуафу або Фонуафу (англ. Fonuafoou), інші назви Острів Сокіл, також відомий як «Зниклий острів», — це недовговічний, нестабільний вулканічний острів у групі островів Хаапай у південній частині Тихого океану, що є частиною Королівства Тонга. Розташований за 63 км на захід від острова Номука і 24 км на північ від найближчого острова Хунга Тонга. Назва «Острів Сокіла», що використовується в Європі, походить від британського військового корабля HMS Falcon з Австралійської станції, екіпаж якого виміряв мілину в цій точці у 1865 році.

## Геологія
Фонуафу — це вершина підводного вулкана, яка тимчасово піднімається над поверхнею моря, а потім повністю розмивається, не залишаючи землі, видимої над рівнем моря.. Хімік і геолог Едвард Хоффмайстер (1899—1991) з Університету Джона Хопкінса, який відвідав острів Сокіл у травні 1928 року, виявив, що острів складається переважно з базальтових порід, зазвичай дуже дрібнозернистих і забарвлених оксидами заліза.. Вулкан Фонуафу при виверженні не випускає потоки лави, а вивергає лише сипкий матеріал. Тому накопичена від цього площа може бути розмита вітром і хвилями через короткий час, так що острів знову зникає нижче рівня моря протягом кількох років.

## Історичні мапи

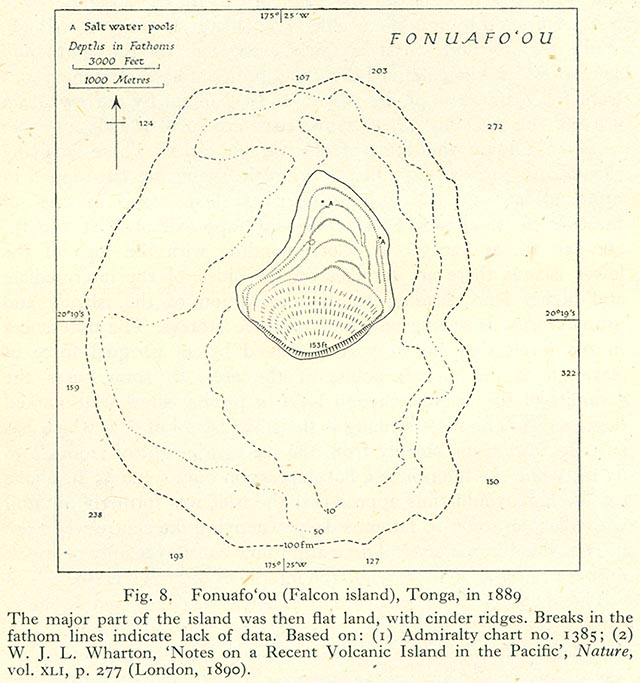
Karte von 1889
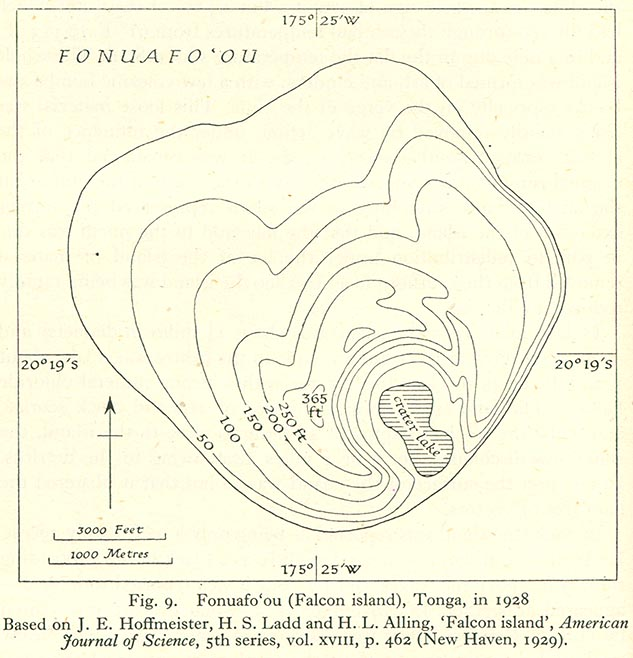
Karte von 1928

## Інтернет-ресурси
- ava.jpl.nasa.gov: Satellitenbilder der NASA von Falcon Island